# Campylopus boswellii
Campylopus boswellii är en bladmossart som först beskrevs av C. Müller, och fick sitt nu gällande namn av Jean Édouard Gabriel Narcisse Paris 1900. Campylopus boswellii ingår i släktet nervmossor, och familjen Dicranaceae. Inga underarter finns listade i Catalogue of Life.